# Kis Némó Álomországban
A Kis Némó Álomországban (eredeti cím: Little Nemo: Adventures in Slumberland) 1989-ben bemutatott japán–amerikai rajzfilm, amely Winsor McCay története alapján készült. Little Nemo: The Dream Master névvel van egy játék is NES-re. Az animációs játékfilm rendezője Hata Maszami és William Hurtz, producere Fudzsioka Judzsaka. A forgatókönyvet Chris Columbus és Richard Outten írta, a zenéjét Richard M. Sherman és Robert B. Sherman szerezte. A mozifilm a Tokyo Movie Shinsha és az A. Film A/S gyártásában készült, a Hemdale Pictures forgalmazta.
Japánban 1989. július 15-én, Amerikában 1989. augusztus 25-én mutatták be a mozikban. Vágott változatban, Amerikában 1992. augusztus 21-én, Magyarországon 1993. áprilisában adták ki VHS-en.

## Cselekmény
|  | Alább a cselekmény részletei következnek! |

Némó boldogan éli az életét Ikarus nevű kis állatkájával. A boldogság csak még nagyobb lesz, amikor egy követ érkezik hozzá Álomországból, és közli vele, hogy meghívták oda. Némó elindul Álomországba, ahol találkozik a királlyal, aki megrögzött vonatrajongó, és Némó segít neki rendbe hozni az elromlott szerelvényt. Egy igen erős szimpátia alakul ki köztük, és ez leteszi a kölcsönös bizalom alapjait is. Némó megismerkedik Kamilla hercegnővel is, akitől viszont első alkalommal irtózik, mert egy fiú nem játszik lánnyal. Akad azonban egy Flip nevű furcsa lélek is a városban, aki ráveszi Némót egy kis rosszalkodásra. Bárcsak ne tette volna, mert ez a nap úgy vonult be Álomország történetébe, mint a legrosszabb nap.
|  | Itt a vége a cselekmény részletezésének! |

## Szereplők
| Szereplő           | Eredeti hang    | Eredeti hang     | Magyar hang            |
| Szereplő           | japánul         | angolul          | Magyar hang            |
| ------------------ | --------------- | ---------------- | ---------------------- |
| Némó               | Gono Takuma     | Gabriel Damon    | Simonyi Balázs         |
| Ikarus             | N/A             | Danny Mann       | Szokol Péter           |
| Flip               | Otsuka Chikao   | Mickey Rooney    | Balázs Péter           |
| Géniusz professzor | Kitamura Koichi | René Auberjonois | Némethy Ferenc         |
| Kamilla hercegnő   | Kasahara Hiroko | Laura Mooney     | Zsigmond Tamara        |
| Morpheus király    | Utsumi Kenji    | Bernard Erhard   | Velenczey István       |
| Cirkuszigazgató    | Utsumi Kenji    | Bernard Erhard   | Uri István             |
| Rémálom király     | Ishida Taro     | Bill Martin      | Faragó József          |
| Oomp               | Nanba Keiichi   | Alan Oppenheimer | Szűcs Sándor           |
| Oompy              | Emori Hiroko    | Michael Bell     | Incze József           |
| Oompe              | Shioya Kozo     | Sidney Miller    | Zalán János            |
| Oompa              | Otake Hiroshi   | Neil Ross        | Sinkovits-Vitay András |
| Oompo              | Sato Masaharu   | John Stephenson  | Rosta Sándor           |
| Dirigible kapitány | Tanaka Kazumi   | John Stephenson  | Simon György           |
| Némó apja          | Genda Tessho    | Greg Burson      | Karsai István          |
| Némó anyja         | Yokoo Mari      | Jennifer Darling | Jani Ildikó            |
| Bon Bon            | N/A             | Sherry Lynn      | Kiss Erika             |

## Betétdalok
| Dal                  | Előadó                                                                                   |
| -------------------- | ---------------------------------------------------------------------------------------- |
| Little Nemo          | Melissa Manchester                                                                       |
| Slumberland Princess | Laura Mooney                                                                             |
| Fun and Laughter     | Chorus                                                                                   |
| Etiquette            | Tress MacNeille Michael McConnohie Michael Gough Michael Sheehan June Foray Gregg Berger |
| The Boomps Song      | Alan Oppenheimer Neil Ross Sidney Miller Michael Bell                                    |
| Slumberland          | Melissa Manchester                                                                       |

## Elismerések
Az Annie Awards-on 1993-ban egy jelölést kapott, ez a legjobb animáció kategóriában volt. 1992-ben a Cinekid-en közönségdíjas lett a Kis Némó.

## Televíziós megjelenések
A vágott változattal a televízióban vetítették le.
Duna TV 